# Królestwo Kongo
Królestwo Kongo – państwo historyczne w środkowo-zachodniej Afryce ze stolicą w Mbanza Kongo. Powstało w XIV wieku w dolnym biegu rzeki Kongo. Szczyt rozwoju osiągnęło w XV–XVI wieku.

## Historia
Królestwo Kongo znajdowało się w środkowo-zachodniej Afryce, na południe od rzeki Kongo na terytorium współczesnej Angoli i Demokratycznej Republiki Konga . Wedle tradycji jego początki mają sięgać ok. 1300 roku . Królestwo zostało prawdopodobnie założone przez Lukeni Lua Nimi ok. 1390 roku jako luźna federacja małych państw . Lukeni Lua Nimi (zwany także Ntinu, Wene i Nimi) był wodzem ludu Bakongo – jeszcze za jego życia podbite zostały dotychczasowe wodzostwa, a z czasem także podporządkowane zostały okoliczne państwa: Loango, Kakongo, Ngoyo i Ndongo  . Stolicą królestwa było M’banza-Kongo (w północnej części współczesnej Angoli), a prowincje pierwotnej federacji obejmowały Soyo, Mbata, Nsundi, Mpangu, Mbamba i Mpemba .

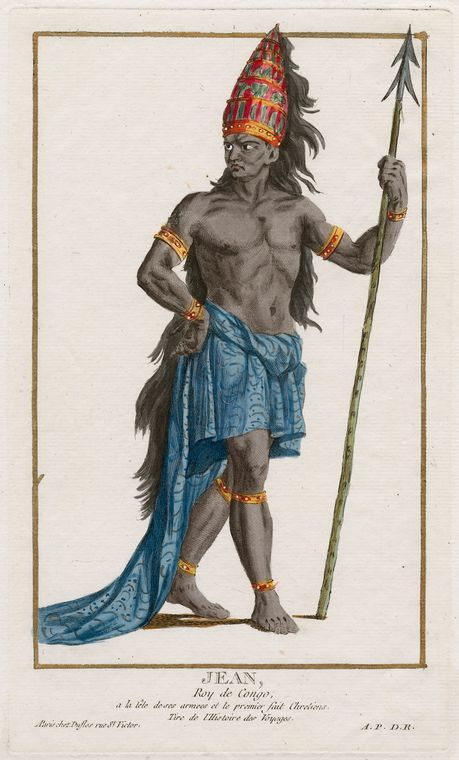
Jan I

W 1482 roku do Konga przybył portugalski odkrywca Diogo Cão, który jako pierwszy Europejczyk dotarł do ujścia rzeki Kongo . Portugalczycy przybyli do Kongo w 1483 roku . 3 maja 1491 roku władca Konga, Nzinga-a-Nkwu, przyjął chrześcijaństwo (odtąd znany jest jako Jan I)  . Chrześcijaństwo przyjął także jego syn Nzinga Mbemba, który przybrał imię Alfons . Alfons, który został władcą królestwa ok. 1509 roku, poszerzył terytorium państwa, scentralizował administrację i zacieśnił kontakty z Portugalczykami . Portugalczycy, osiedli na terenie Kongo, zajmowali się handlem niewolnikami . Doprowadziło to do konfliktu z Alfonsem, który w 1526 roku zorganizował administrację handlu niewolnikami, by zapewnić, by ludzie nie byli nielegalnie zniewalani i wywożeni . Po śmierci Alfonsa w 1542 roku doszło do walk o sukcesję .
Rozwój niewolnictwa, konflikty między władcami, prowincjonalnymi naczelnikami i Portugalczykami doprowadziły w XVI wieku do upadku państwa. W latach 60. XVI wieku kraj został spustoszony przez najazd ludów Jaga . Najeźdźcy zostali odparci dopiero z pomocą Portugalczyków w latach 1571–1572, co spowodowało popadnięcie kraju w zależność od nich. Álvaro I Nimi a Lukeni pozwolił Portugalczykom na osiedlenie się w Luandzie i utworzenie kolonii (późniejszej Angoli) . W 1596 roku w stolicy Konga zwanej São Salvador (przed chrystianizacją kraju i współcześnie – M’banza-Kongo) powstało samodzielne biskupstwo .
Stosunki z Angolą nie były dobre – w 1622 roku gubernator Angoli najechał południowe Kongo, a w latach 1641–1648, podczas najazdu Holendrów na tereny portugalskie, władca Kongo Garcia II Nkanga a Lukeni stanął po stronie Holandii, która zajęła część Angoli . Spory między Kongo a Portugalią doprowadziły do konfrontacji zbrojnej – 29 października 1665 roku doszło do bitwy pod Mbwilą, w której zginął władca António I Nwita a Nkanga . Po jego śmierci Kongo przestało być zjednoczonym królestwem .

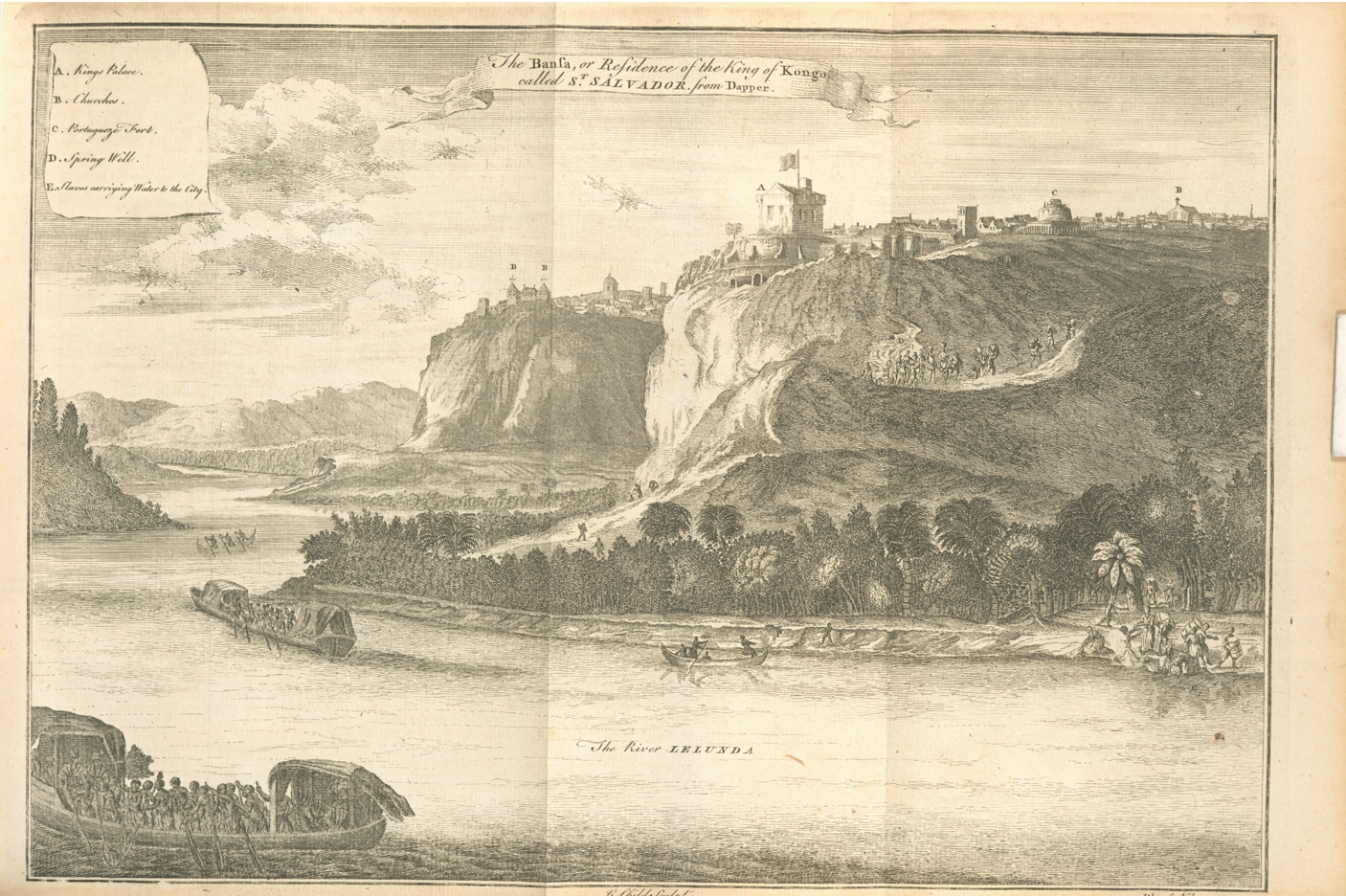
Stolica São Salvador, 1745

Rywalizacja o władzę pomiędzy dwoma frakcjami doprowadziła do wybuchu krwawej wojny domowej, która trwała przez prawie cały XVII w.  Opuszczona stolica została przejęta przez członków ruchu religijnego antonianizmu pod przywództwem prorokini Kimpy Vity (1682–1706) z zamiarem utworzenia nowego królestwa chrześcijańskiego . Próba podboju Kongo przez Portugalczyków zakończyła się ich klęską 17 października 1670 roku w bitwie pod Kitombo. Pedro IV Agua Rosada Nsamu odbił stolicę i przywrócił królestwo w 1709 roku .
W XVIII w. krajem rządzono w systemie rotacyjnym, który zapewnił stabilność przez pewien czas . Jednak kolejne konflikty wewnętrzne osłabiły kraj i Portugalia interweniowała w sporze o sukcesję po śmierci Henrique II i wsparła przejęcie władzy przez Pedro V . W 1885 roku Pedro V podpisał traktat, czyniąc Królestwo Kongo państwem wasalnym Portugalii. Bunt przeciwko rządom Portugalii i spisek królów pod dowództwem Álvaro Buta w latach 1913–14 został stłumiony i doprowadził do ostatecznego upadku królestwa . W 1914 roku zostało ono zintegrowane z portugalską kolonią Angoli .

## Gospodarka
Gospodarka królestwa Kongo opierała się na handlu. Funkcje waluty pełniły początkowo m.in. muszle porcelanek. Portugalczycy wprowadzili niewolnictwo i handel niewolnikami.
Państwo czerpało duże zyski ze sprzedaży niewolników. Szacuje się, że z dzisiejszej Angoli do Brazylii, Kuby i Dominikany wywieziono około 4 mln ludzi.